# Distretto di Sosnycja
Il distretto di Sosnycja (in ucraino Сосницький район?) era un distretto (rajon) dell'Ucraina, situato nell'oblast' di Černihiv. Il suo capoluogo era Sosnycja. È stato soppresso con la riforma amministrativa del 2020.